# Wigan Borough FC
Wigan Borough FC (celým názvem: Wigan Borough Football Club) byl anglický fotbalový klub, který sídlil ve městě Wigan v nemetropolitním hrabství Lancashire. Klubové barvy byly červená, bílá a černá.
Založen byl v roce 1919 pod názvem Wigan United FC. V roce 1920 se klub přejmenoval na Wigan AFC, ale kvůli záměně s místním ragbyovým klubem se musel přejmenovat na Wigan Borough FC. V roce 1921 se stal zakládajícím členem Football League Third Division North. Z profesionální Football League pak klub odstoupil v roce 1931, a to kvůli důsledkem právě probíhající velké hospodářské krize na chod celé sportovní organizace.
Své domácí zápasy odehrával na stadionu Springfield Park s kapacitou 30 000 diváků.

## Historické názvy
Zdroj: 
- 1919 – Wigan United FC (Wigan United Football Club)
- 1920 – Wigan AFC (Wigan Association Football Club)
- 1920 – Wigan Borough FC (Wigan Borough Football Club)
- 1931 – zánik
- 1932 – založení klubu Wigan Athletic FC

## Úspěchy v domácích pohárech
Zdroj: 
- FA Cup
  - 3. kolo: 1925/26, 1928/29

## Umístění v jednotlivých sezonách
Stručný přehled
Zdroj: 
- 1920–1921: Lancashire Combination
- 1921–1932: Football League Third Division North

Jednotlivé ročníky
Zdroj: 
Legenda: Z - zápasy, V - výhry, R - remízy, P - porážky, VG - vstřelené góly, OG - obdržené góly, +/- - rozdíl skóre, B - body, červené podbarvení - sestup, zelené podbarvení - postup, fialové podbarvení - reorganizace, změna skupiny či soutěže
| Anglie (1920 – 1931) |                        |        |                                                             |                                                             |                                                             |                                                             |                                                             |                                                             |                                                             |                                                             |        |
| Sezóny               | Liga                   | Úroveň | Z                                                           | V                                                           | R                                                           | P                                                           | VG                                                          | OG                                                          | +/-                                                         | B                                                           | Pozice |
| 1920/21              | Lancashire Combination | –      | 34                                                          | 6                                                           | 8                                                           | 20                                                          | 41                                                          | 79                                                          | -38                                                         | 20                                                          | 17.    |
| 1921/22              | Third Division North   | 3      | 38                                                          | 11                                                          | 9                                                           | 18                                                          | 46                                                          | 72                                                          | -26                                                         | 31                                                          | 17.    |
| 1922/23              | Third Division North   | 3      | 38                                                          | 18                                                          | 8                                                           | 12                                                          | 64                                                          | 39                                                          | +25                                                         | 44                                                          | 5.     |
| 1923/24              | Third Division North   | 3      | 42                                                          | 14                                                          | 14                                                          | 14                                                          | 55                                                          | 53                                                          | +2                                                          | 42                                                          | 10.    |
| 1924/25              | Third Division North   | 3      | 42                                                          | 15                                                          | 11                                                          | 16                                                          | 62                                                          | 65                                                          | -3                                                          | 41                                                          | 11.    |
| 1925/26              | Third Division North   | 3      | 42                                                          | 13                                                          | 11                                                          | 18                                                          | 68                                                          | 74                                                          | -6                                                          | 37                                                          | 17.    |
| 1926/27              | Third Division North   | 3      | 42                                                          | 11                                                          | 10                                                          | 21                                                          | 66                                                          | 83                                                          | -17                                                         | 32                                                          | 18.    |
| 1927/28              | Third Division North   | 3      | 42                                                          | 10                                                          | 10                                                          | 22                                                          | 56                                                          | 97                                                          | -41                                                         | 30                                                          | 22.    |
| 1928/29              | Third Division North   | 3      | 42                                                          | 21                                                          | 9                                                           | 12                                                          | 82                                                          | 49                                                          | +33                                                         | 51                                                          | 4.     |
| 1929/30              | Third Division North   | 3      | 42                                                          | 13                                                          | 7                                                           | 22                                                          | 60                                                          | 88                                                          | -28                                                         | 33                                                          | 18.    |
| 1930/31              | Third Division North   | 3      | 42                                                          | 19                                                          | 5                                                           | 18                                                          | 76                                                          | 86                                                          | -10                                                         | 43                                                          | 10.    |
| 1931/32              | Third Division North   | 3      | Klub se odhlásil v průběhu sezóny, výsledky byly anulovány. | Klub se odhlásil v průběhu sezóny, výsledky byly anulovány. | Klub se odhlásil v průběhu sezóny, výsledky byly anulovány. | Klub se odhlásil v průběhu sezóny, výsledky byly anulovány. | Klub se odhlásil v průběhu sezóny, výsledky byly anulovány. | Klub se odhlásil v průběhu sezóny, výsledky byly anulovány. | Klub se odhlásil v průběhu sezóny, výsledky byly anulovány. | Klub se odhlásil v průběhu sezóny, výsledky byly anulovány. | –.     |